# Aeroporto Internacional de Kiev-Boryspil
Aeroporto Internacional de Kiev-Boryspil (em ucraniano:  Міжнародний аеропорт "Бориспіль") (IATA: KBP, ICAO: UKBB) é um aeroporto internacional localizado na cidade de Boryspil, 29km ao leste de Kiev, capital da Ucrânia. É o maior aeroporto do país, atendendo 65% do seu tráfego aéreo de passageiros. É um dos dois aeroportos de passageiros que servem Kiev, juntamente com o Aeroporto Zhulyany.

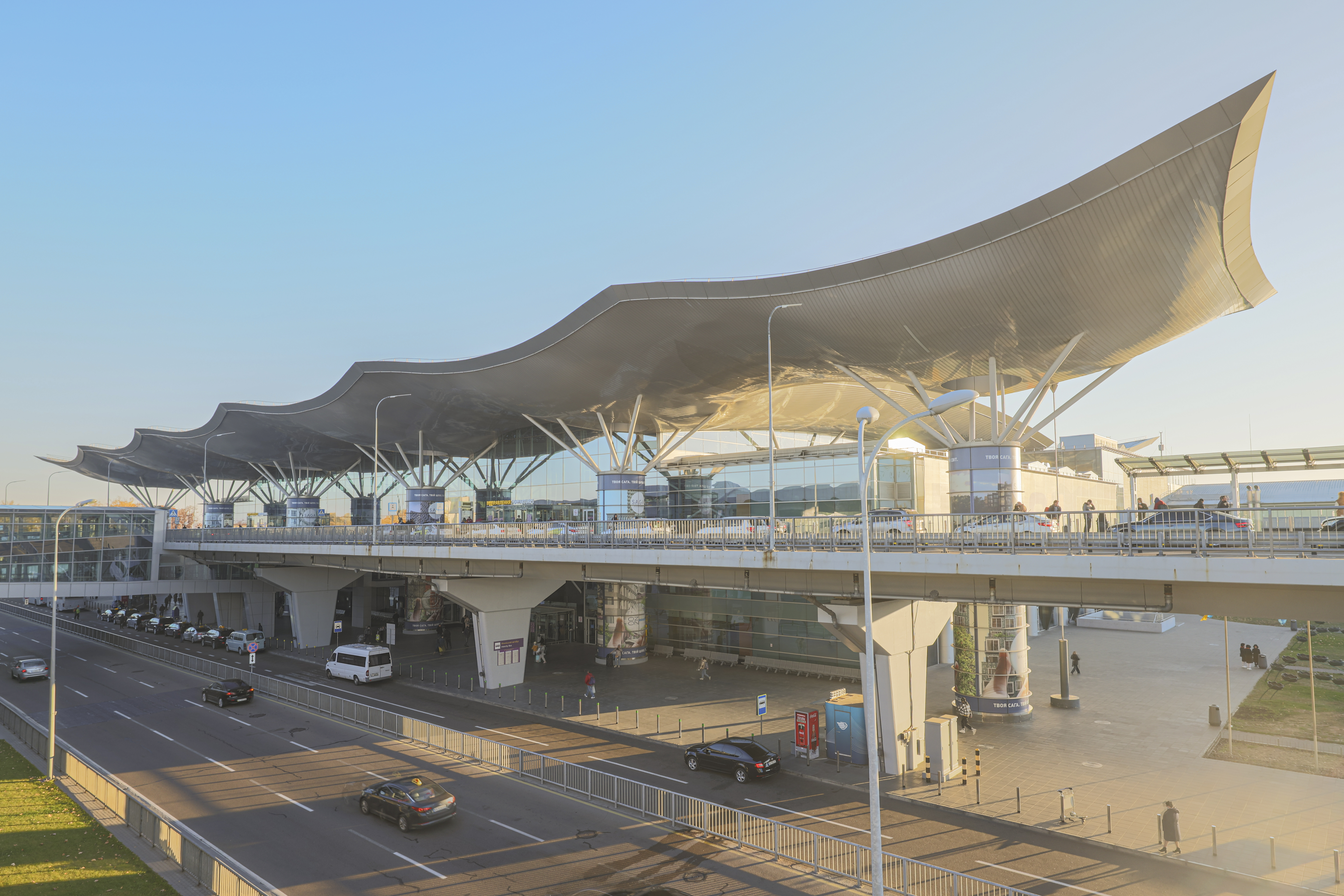
Terminal B

## Ligação externa
- Boryspil International Airport, website oficial (ucraniano) (em russo) (em inglês)
- Power structure Boryspil International Airport (ucraniano)